# 茶髪

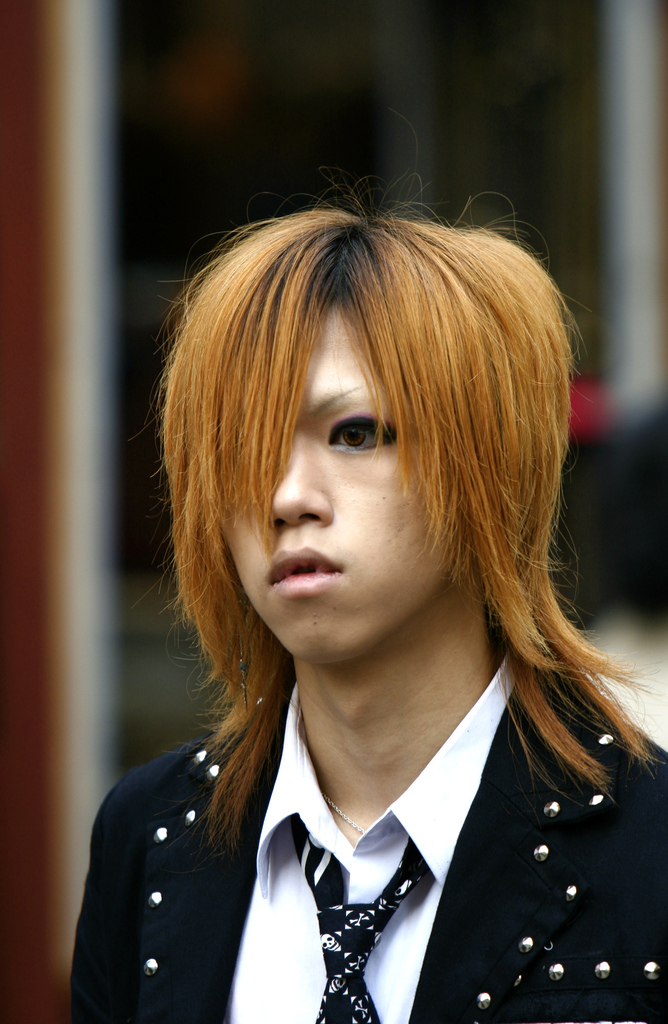
髪をブリーチで明るくしている少年

茶髪（ちゃはつ、ちゃぱつ）とは、茶色に染めた、あるいは脱色した髪色を表現する語。
同時に眉毛も染めたり、マスカラを用いる場合もある。

## 髪を染める文化

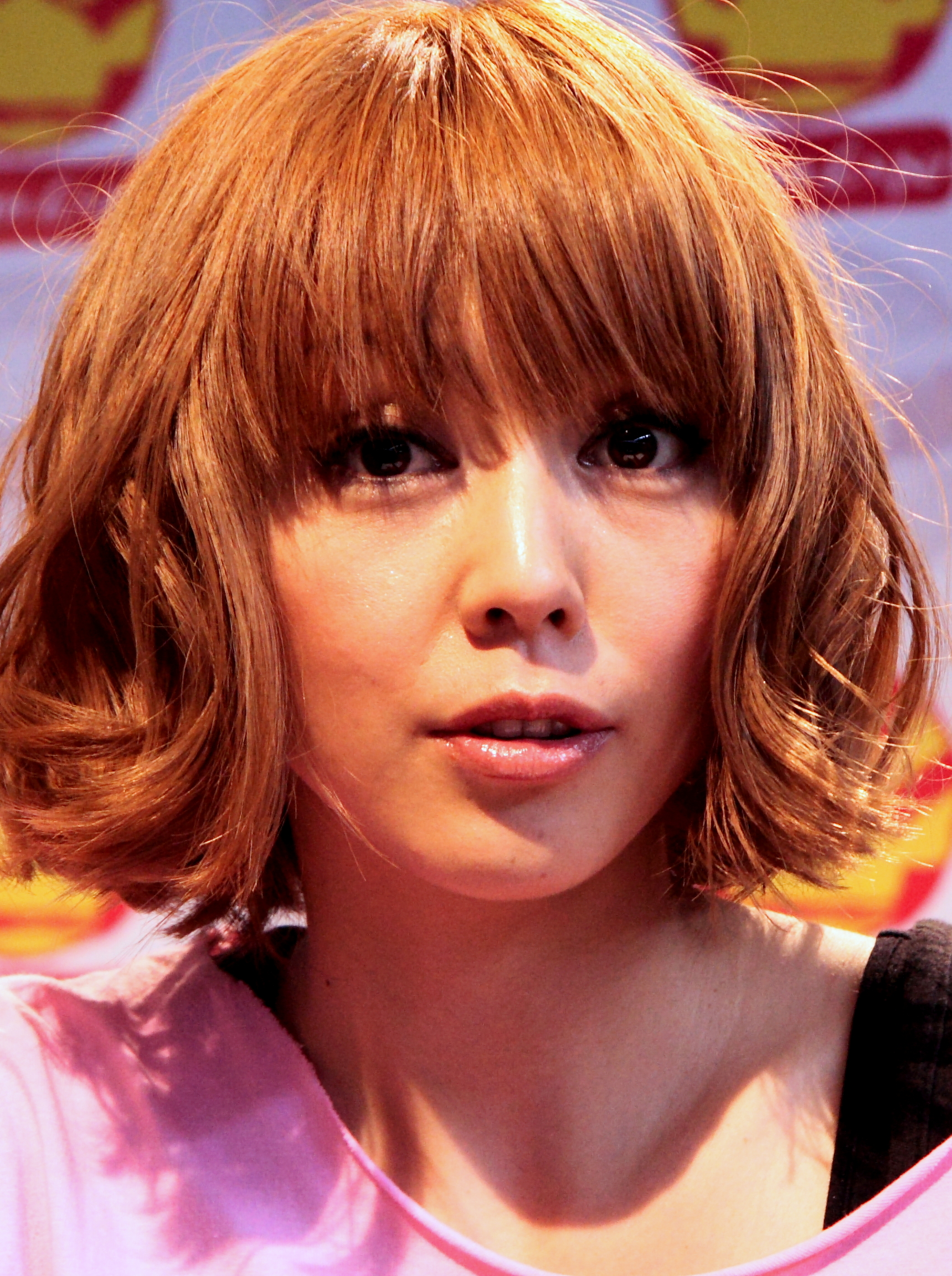
若い女性の茶髪 (吉村由美、2009年)

人の身体的な装飾の一つとして、髪の毛を自分の自然状態の色ではない色に染めるという慣習や文化は古来より多くの社会や文化圏に存在した。大和民族（いわゆる「日本人」）の場合、大部分の人は遺伝形質的には髪の色は漆黒であり、褐色や茶色を帯びている人は著しい少数の割合なので、加齢による白髪を黒髪に染める慣習や文化は古来より存在し、白人と交易するようになって以後、白人への憧れ、劣等感も相まって東北アジア人にはない茶髪や金髪に染めるという慣習や文化が広まった。
茶髪という言葉自体は1994年頃から使われだした。日本においては「茶髪の若者=不良」というイメージを持たれていたが、1990年代中頃に、歌手の安室奈美恵に憧れファッションを模倣する「アムラー」が登場した頃から一般的になり始めたとされる。また、当時ブームとなったサッカーのJリーグでも、髪の色で個性をアピールする選手が増えた。茶髪が好まれる理由としては「黒髪よりも軽く明るく見える」「お洒落、垢抜けて見える」「日焼けした肌に合う」「周りと違いを出せる」「ファッションの選択肢が増える」などがある。ただし、後述のように学校や職場の規定で禁止されている場合もあり、茶髪よりもトーン（明るさ）を落としながら、黒髪よりも軽く見せる「暗髪（くらかみ）」が流行ったりしている。
脇坂クリニック大阪とAACクリニック銀座は、2017年に東京と大阪の1600人を対象にして「東京大阪の髪に関する意識調査」を実施した。その結果、次の表のように男性において黒髪に半数に迫るほど支持が集まり、女性においては暗い茶髪に半数以上の支持が集まった。また、明るい茶髪に関しては男女ともに支持は10%代にとどまっている。
|            | 黒髪 | 暗い茶髪 | 明るい茶髪 |
| ---------- | ---- | -------- | ---------- |
| 東京・男性 | 49.5 | 38.5     | 12.0       |
| 大阪・男性 | 49.5 | 36.5     | 14.0       |
| 東京・女性 | 27.5 | 59.5     | 13.0       |
| 大阪・女性 | 29.0 | 52.0     | 19.0       |

## 茶髪に対する批判
染髪に対する批判として、身体の健康という観点からの批判と、人としてなすべきマナーやモラルという観点からの批判がある。
身体の健康という観点からの批判としては、毛髪や毛根や皮膚を損傷させ、ガンの原因になるという見解がある。
日本におけるマナーやモラルという観点からの批判としては、大部分の日本人は髪色が黒なので自然状態のままであるべき、白人を真似て茶髪や金髪に人工的に染めることは、学生としても社会人としても不適切であるというもの。
以下は飽くまで、日本における禁止規制である。

### 校則における禁止
日本では多くの幼稚園、小学校、中学校、中等教育学校、高等学校、高等専門学校が校則で茶髪や金髪などの染髪を禁止している。校則において、茶髪や金髪などの染髪を禁止するか容認または不問にするかは、学校による差異があり、服装や頭髪やその他の身だしなみに対する規制が厳しい学校では禁止しているが、規制がゆるい学校では容認または不問にしている。髪の色が先天的に漆黒ではなく茶色や褐色の生徒に対しても黒く染めることを強要する場合があり、2005年には生まれつき髪が赤茶けている生徒に、教員から黒髪を繰り返し強要・黒いスプレーを髪にかけられるなど退学を迫らせたとして、学校を提訴する事件も起きている。日本全国の小学校、中学校、中等教育学校、高等学校、高等専門学校のうち、どの程度の割合の学校が禁止しているかは、政府による調査や統計が存在しないので不明である。

### 就業規則における禁止
日本では多くの政府や自治体の行政機関や法人、民間企業や法人が、就業規則や服務規程において、茶髪や金髪などの染髪を事実上禁止している。（学校は校則で禁止することが多いが、社会人はTPOが基本であり「常識として染めない」ことから規則ではあえて禁止にしないことが多い）就業規則や服務規程において、茶髪や金髪などの染髪を禁止するか容認または不問にするかは、業界や企業や業務部門や職種による差異があり、服装や頭髪やその他の身だしなみに対する規制が厳しい業界・機関・企業・法人・業務部門・職種では禁止しているが、規制がゆるい業界・機関・企業・法人・業務部門・職種では容認または不問にしている。工場作業員など、客と応対することがない職業では認めていることが多い。逆に接客業であっても、コンビニ等のフランチャイズ店は各店舗のオーナーに権限があるので、染めてもいいかどうかは店舗によって異なる。ただし、茶髪が認められている企業でも、茶髪のままで面接に行けば「常識がない」と判断されて不採用になる可能性が高い。日本全国の政府や自治体の機関や法人、民間の企業や法人のうち、どの程度の割合の業界・機関・企業・法人・業務部門・職種が禁止しているかは、政府による調査や統計が存在しないので不明である。アパレルショップでは店長に茶髪に染めることを強要され、拒否したスタッフが解雇された例がある。一般的傾向として、銀行、証券、保険、商社、ホテル、旅館、百貨店、鉄道、航空は、服装や頭髪やその他の身だしなみに対する規制が厳しい業界と認識されている。
2004年、日本ヘアカラー協会 (JHCA) が、ヘアカラーの明るさの基準となる「JHCAレベルスケール」を開発。当初は美容師の勉強用ツールという目的だったが、多くの企業が「JHCAレベルスケール」を採用し、規則のボーダーライン判断にも用いるようになった。

### スポーツにおける禁止
水泳
2002年、日本水泳連盟では、「けばけばしいと応援してくれる人が少なくなる」「繁華街にいる若者と一緒だ。スポーツは（教育の）最後の砦という意識がある」といった理由で、水泳選手の茶髪を自粛するよう指導する方針を固め、2010年にはシンクロ・水球・飛び込み選手にも適用拡大されることになった。
プロ野球
茶髪を選手に禁止した監督として、東北楽天ゴールデンイーグルスの野村克也、2009年着任の横浜ベイスターズの尾花高夫・千葉ロッテマリーンズの西村徳文・オリックス・バファローズの岡田彰布、2014年の埼玉西武ライオンズの伊原春樹、2015年のソフトバンクホークスの工藤公康などがいる。WBC（2013年）では山本浩二も。
逆に選手側から、東京ヤクルトスワローズでは2010年オフの契約交渉の席で石川雅規投手が、「チームの決めごとについて。茶髪、ヒゲなどについて最低限のルールをしっかりしよう」と選手の身だしなみについて要望を出した。
バレーボール
バレーボール全日本男子の植田辰哉監督（2005年に就任）は、最初のミーティングで選手に、「寝癖のついたような頭や茶髪は禁止」と、自身の方針を伝えた。
2013年には中田久美が、自身が監督を務める久光製薬スプリングスで、茶髪を禁止とした。